# Elastòmer
Els elastòmers són aquells polímers que mostren un comportament elàstic. El terme, que prové de polímer elàstic, és a vegades intercanviable amb el terme «goma», que és més adequat per referir-se a vulcanitzats. Cadascun dels monòmers que s'uneixen entre si per formar el polímer està normalment compost de carboni, hidrogen, oxigen i / o silici. Els elastòmers són polímers amorfs que es troben sobre la seva Tg, d'aquí aquesta considerable capacitat de deformació. A temperatura ambient les gomes són relativament toves (E ~ 3MPa) i deformables. Es fan servir principalment per a tancaments hermètics, adhesius i parts flexibles. Van començar a utilitzar a finals del segle xix, donant lloc a aplicacions fins aleshores impossibles (com els pneumàtics d'automòbil).